# (7514) 1986 ED
A (7514) 1986 ED a Naprendszer kisbolygóövében található aszteroida. M. Inoue, Osamu Muramatsu és Urata Takesi fedezték fel 1986. március 7-én.